# Allardia
 Allardia   Decne., 1841 è un genere di piante angiosperme dicotiledoni della famiglia delle Asteraceae, sottofamiglia Asteroideae, tribù Anthemideae (Asian-southern African grade) e sottotribù Handeliinae.

## Etimologia
Il nome scientifico del genere è stato definito dal botanico Joseph Decaisne (1807-1882) nella pubblicazione " Voyage dans l'Inde pendant les annees 1828 a 1832. Publie sous les auspices de M. Guizot. Paris" ( Voy. Inde [Jacquemont] 4(Bot.): 87.) del 1841.

## Descrizione
Portamento. Le specie di questo genere sono delle erbe perenni, da glabre a densamente tomentose. L'indumento può essere formato da peli basifissi.
Fusto. La parte aerea in genere è eretta, semplice o ramosa. 
Foglie. Le foglie sono disposte in modo alternato. La lamina varia da lobata (apice con 3 - 5 lobi) a pennatosetta o pennatopartita. Le foglie sono ravvicinate e talvolta sono rosulate. Le forme variano da spatolate a cuneate.
Infiorescenza. Le sinflorescenze comprendono capolini solitari. Le infiorescenze vere e proprie sono composte da un capolino terminale di tipo radiato, normalmente con fiori eterogami (raramente omogami). La struttura dei capolini è quella tipica delle Asteraceae: un peduncolo sorregge un involucro, con forme emisferiche, composto da diverse brattee, al cui interno un ricettacolo fa da base ai fiori di due tipi: fiori del raggio e fiori del disco. Le brattee, piatte, a consistenza erbacea (ampiamente scariose sui margini), sono disposte in modo più o meno embricato su più serie (da 3 a 4). Il ricettacolo è convesso/emisferico e privo di pagliette a protezione della base dei fiori. 
Fiori.  I fiori sono tetra-ciclici (formati cioè da 4 verticilli: calice – corolla – androceo – gineceo) e pentameri (calice e corolla formati da 5 elementi). Si distinguono in:
- fiori del raggio (esterni): sono femminili (neutri, fertili o anche sterili) disposti su una sola serie; la forma è ligulata (zigomorfa); a volte possono mancare o essere sterili;
- fiori del disco (centrali): sono più numerosi con forme brevemente tubulose (attinomorfe); sono ermafroditi e fertili.

- Formula fiorale:

*/x K {\displaystyle \infty }, [C (5), A (5)], G 2 (infero), achenio
- Calice: i sepali del calice sono ridotti ad una coroncina di squame.

- Corolla: le corolla sono ligulate (quelle del raggio) o tubolari terminanti con 5 lobi (quelle centrali). I colori sono bianco, rosa o violetto per i fiori periferici, e giallo o blu-violetto per quelli centrali.

- Androceo: l'androceo è formato da 5 stami (alternati ai lobi della corolla) sorretti da filamenti generalmente liberi (con collari larghi/snelli); gli stami sono connati e formano un manicotto circondante lo stilo. Le basi delle antere sono ottuse con appendice apicale ovato-lanceolata. Il tessuto endoteciale (rivestimento interno dell'antera) è quasi sempre non polarizzato. Il polline è sferico con un diametro medio di circa 25 micron; è tricolporato (con tre aperture sia di tipo a fessura che tipo isodiametrica o poro) ed è echinato (con punte sporgenti).

- Gineceo: l'ovario è infero uniloculare formato da 2 carpelli. Lo stilo (il recettore del polline) è profondamente bifido (con due stigmi divergenti) e con le linee stigmatiche marginali separate o contigue. I due bracci dello stilo hanno una forma lineare-troncata e possono essere papillosi o ricoperti da ciuffi di peli.

Frutti. I frutti sono degli acheni con pappo (a volte il pappo può mancare). La forma degli acheni è ob-conica ricurva con sezione trasversale circolare. I fianchi sono percorsi da 5 - 10 coste longitudinali. La superficie può contenere delle ghiandole sessili. Il pappo è formato da una coroncina apicale con 25 - 50 setole simili a scaglie. Il pericarpo, glabro o densamente peloso, non ha le cellule mucillaginifere (le sacche resinose sono sempre assenti).

## Biologia
Impollinazione: l'impollinazione avviene tramite insetti (impollinazione entomogama tramite farfalle diurne e notturne).

Riproduzione: la fecondazione avviene fondamentalmente tramite l'impollinazione dei fiori (vedi sopra).

Dispersione: i semi (gli acheni) cadendo a terra sono successivamente dispersi soprattutto da insetti tipo formiche (disseminazione mirmecoria). In questo tipo di piante avviene anche un altro tipo di dispersione: zoocoria. Infatti gli uncini delle brattee dell'involucro (se presenti) si agganciano ai peli degli animali di passaggio disperdendo così anche su lunghe distanze i semi della pianta. Inoltre per merito del pappo (se presente) il vento può trasportare i semi anche a distanza di alcuni chilometri (disseminazione anemocora).

## Distribuzione e habitat
Le specie di questo genere sono distribuite in Asia centrale.

## Sistematica
La famiglia di appartenenza di questa voce (Asteraceae o Compositae, nomen conservandum) probabilmente originaria del Sud America, è la più numerosa del mondo vegetale, comprende oltre 23.000 specie distribuite su 1.535 generi, oppure 22.750 specie e 1.530 generi secondo altre fonti (una delle checklist più aggiornata elenca fino a 1.679 generi). La famiglia attualmente (2021) è divisa in 16 sottofamiglie; la sottofamiglia Asteroideae è una di queste e rappresenta l'evoluzione più recente di tutta la famiglia.

### Filogenesi
Il gruppo di questa voce è descritto nella tribù Anthemideae, una delle 21 tribù della sottofamiglia Asteroideae). In base alle ultime ricerche nella tribù sono stati individuati (provvisoriamente) 4 principali lignaggi (o cladi): "Southern hemisphere grade", "Asian-southern African grade", "Eurasian grade" e "Mediterranean clade". Il genere  Allardia  (insieme alla sottotribù Handeliinae) è incluso nel clade Asian-southern African grade..
Storicamente nella struttura interna della sottotribù si individuano due gruppi principali: (1) "Handelia Group" e (2) Cancrinia Group; il genere di questa voce fa parte del Cancrinia Group. In questo gruppo sono state individuate alcune sinapomorfie: habitus compatto, portamento scaposo e brattee involucrali con margini marrone scuro.>
I caratteri distintivi del genere sono:
- il portamento è erbaceo perenne;
- la corolla dei fiori del disco ha 5 lobi terminali;
- all'apice degli acheni si trovano 25 - 50 scaglie di uguale lunghezza.

### Elenco delle specie
Questo genere ha 9 specie:
- Allardia glabra Decne.
- Allardia huegelii  Sch.Bip.
- Allardia lasiocarpa (G.X.Fu) K.Bremer & Humphries
- Allardia nivea  Hook.f. & Thomson ex C.B.Clarke
- Allardia stoliczkae  C.B.Clarke
- Allardia tomentosa  Decne.
- Allardia transalaica  (Tzvelev) K.Bremer & Humphries
- Allardia tridactylites (Kar. & Kir.) Sch.Bip.
- Allardia vestita Hook.f. & Thomson ex C.B.Clarke

### Sinonimi
Sono elencati alcuni sinonimi per questa entità:
- Waldheimia Kar. & Kir.

Nota: uno studio recente sulla tribù Anthemideae e sulle sue sottotribù (come Handeliinae) ha proposto la riabilitazione del genere Waldheimia con 4 specie (proposta non ancora accetta da alte checklist). La data esatta di pubblicazione di Allardia è incerta, ma le prove esistenti suggeriscono che fosse nel 1841, quindi antecedente a quella del genere Waldheimia, che fu pubblicato nel 1842.